# نيك هندرسون
نيك هندرسون (بالإنجليزية: Nick Henderson)‏ هو ناشط حقوق إل جي بي تي بريطاني، ولد في 27 أبريل 1988 في غلاسكو في المملكة المتحدة.